# Сарапулов, Юрий Александрович
Сарапулов Юрий Александрович — советский учёный.

## Биография
Выпускник Сибирского металлургического института (кафедра автоматизации информационных систем). Работал на ЗСМК начальником отдела. В 1975 году защитил диссертацию на звание кандидата технических наук: «Функциональное решение комплексных зада автоматизации управления доменными печами». В 1989 году стал лауреатом Государственной премии СССР в области техники. Потом стал работать на Выксунском металлургическом комбинате директором по информационным технологиям.